# 476 př. n. l.

## Události
- V Číně vznikl fotbal

## Hlavy států
- Perská říše – Xerxés I. (486 – 465 př. n. l.)
- Egypt – Xerxés I. (486 – 465 př. n. l.)
- Sparta – Pleistarchos (480 – 458 př. n. l.) a Leótychidás II. (491 – 469 př. n. l.)
- Athény – Adimantus (477 – 476 př. n. l.) » Phaedon (476 – 475 př. n. l.)
- Makedonie – Alexandr I. (498 – 454 př. n. l.)
- Římská republika – konzulové A. Verginius Tricostus Rutilus a Sp. Servilius Structus (476 př. n. l.)
- Syrakusy – Hiero I. (478 – 466 př. n. l.)
- Kartágo – Hanno II. (480 – 440 př. n. l.)